# Frederick Askew Skuse
Frederick Arthur Askew Skuse (* rond 1863 ; † 10 juni 1896 in Sydney) was een Brits-Australisch entomoloog.
Skuse werd rond 1863 geboren in Engeland, hij werd gedoopt in Portsmouth en werkte later in het Natural History Museum in Londen. In 1886 werd hem gevraagd de tweevleugeligen (diptera) van Australië in kaart te brengen en bij aankomst in Australië werd hij ingehuurd door Sir William John Macleay (1820-1891). In 1890 werd hij bevorderd tot wetenschappelijk medewerker op de Entomologie afdeling van het Australian Museum, een functie die hij tot zijn vroegtijdige dood in 1896 uitoefende. 

## Taxa
Skuse beschreef een aantal diptera voor het eerst, voornamelijk steekmuggen zoals:
- Stegomyia albopicta (De (Aziatische) tijgermug), een muggensoort uit de familie van de steekmuggen (Culicidae).
- Aedeomyia venustipes, een muggensoort uit de familie van de steekmuggen (Culicidae)
- Ochlerotatus flavifrons, een muggensoort uit de familie van de steekmuggen (Culicidae)
- Polypedilum nubifer, een muggensoort uit de familie van de dansmuggen (Chironomidae)
- Austrolimnophila (Austrolimnophila) interventa, een tweevleugelige uit de familie steltmuggen (Limoniidae)

- International Standard Name Identifier: 0000 0004 2317 4441
- Nederlandse Thesaurus van Auteursnamen: 362757607
- Système universitaire de documentation: 254995152
- Trove: 1477285
- Virtual International Authority File: 305816045
- WorldCat: E39PBJkTcDqDWqTx7grcvPxJjC